# Миколаївська сільська рада (Дніпровський район)
| Миколаївська сільська рада — орган місцевого самоврядування у Дніпровському районі Дніпропетровської області з адміністративним центром у c. Миколаївка. Знаходиться на правобережжі Дніпра у південно західному куту Дніпровського району на берегах Мокрої й Сухої Сури. Сільській раді підпорядковані населені пункти: - c. Миколаївка - с. Сурське - с. Новотаромське - с. Степове - с. Благовіщенка - с. Долинське - с. Пашена Балка - с. Нове - с-ще. Титорове - с-ще. Шевченко |

## Склад ради
Рада складається з 22 депутатів та голови.

## Керівний склад сільської ради
| ПІБ                             | Основні відомості                                                                  | Дата обрання | Дата звільнення                 |
| ------------------------------- | ---------------------------------------------------------------------------------- | ------------ | ------------------------------- |
| Набокін Артем Олександрович     | Т.в.о. сільського голови, секретар сільської ради                                  | 01.04.2025   |                                 |
| Рикаш Наталія Григорівна        | Т.в.о. сільського голови, секретар сільської ради                                  | 23.11.2021   | 31.03.2025                      |
| Неопрятний Олександр Васильович |                                                                                    | 07.12.2020   | 07.11.2021 (у зв'язку з смертю) |
| Чорна Антоніна Володимирівна    |                                                                                    | 06.11.2015   | 07.12.2020                      |
| Чепель Ігор Вікторович          | Сільський голова, 1966 року народження, освіта вища, член Партії регіонів          | 31.10.2010   | 06.11.2015                      |
| Чепель Ігор Вікторович          | Сільський голова, 1966 року народження, освіта, член Соціалістичної партії України | 26.03.2006   | 31.10.2010                      |

Примітка: таблиця складена за даними джерела